# Fête de la Constitution du 3 mai
La Fête de la Constitution du 3 mai (en polonais Święto Konstytucji 3 Maja) est la fête nationale polonaise ; elle a lieu le 3 mai. Cette fête commémore la proclamation de la Constitution du 3 mai 1791, la première constitution moderne d'Europe. Les festivités remontent à l'époque du Duché de Varsovie au début du XIXe siècle, mais le jour férié n'est proclamé officiellement qu'en 1919, sous la Deuxième République polonaise. Supprimé à l'époque de la République populaire de Pologne, il a été rétabli après la chute du communisme dans la Pologne moderne.

## Contexte

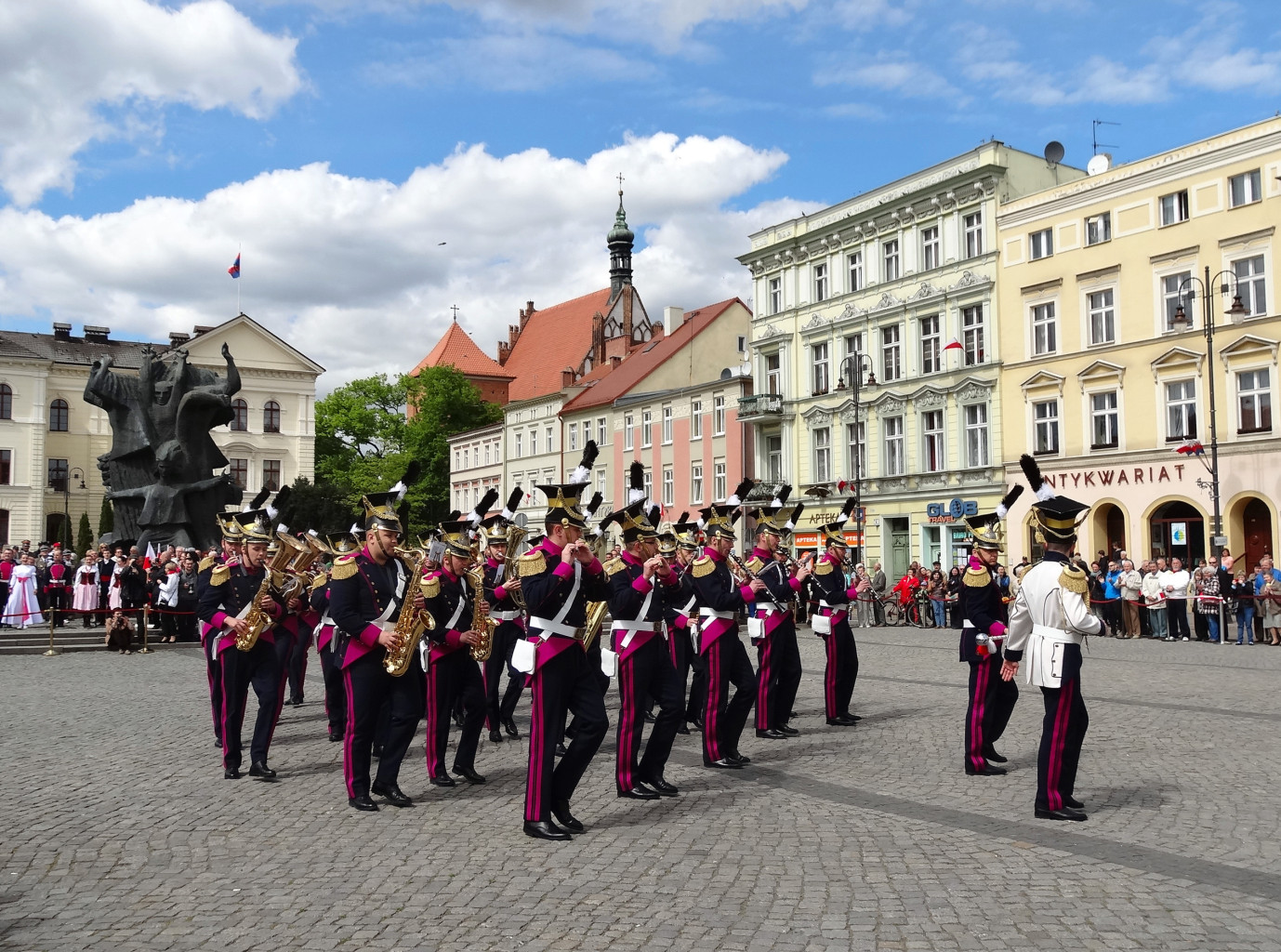
Défilé du 3 mai à Bydgoszcz, Pologne, 2014

La Constitution du 3 mai 1791 est considérée comme l'une des réalisations les plus importantes de l'histoire de la Pologne, bien qu'elle ne soit restée en vigueur qu'un an, jusqu'à la guerre russo-polonaise de 1792. L'historien Norman Davies la qualifie de « première constitution de ce type en Europe » ; d'autres chercheurs la considèrent également comme la deuxième plus ancienne constitution du monde,,,.
La Constitution du 3 mai a été conçue pour corriger les défauts politiques de longue date de la République des Deux Nations. La Constitution cherchait à remplacer l’anarchie existante encouragée par certains magnats du pays par une monarchie constitutionnelle plus démocratique. L'adoption de la Constitution du 3 mai provoqua l'hostilité active des voisins de la République, conduisant au deuxième partage de la Pologne en 1792, à l'insurrection de Kościuszko de 1794 et au troisième partage final de la Pologne en 1795. Selon les mots de deux de ses co-auteurs, Ignacy Potocki et Hugo Kołłątaj, il s'agissait de « la dernière volonté et du testament de la patrie expirante ».
Le souvenir de la Constitution du 3 mai, reconnue par les politologues comme un document très progressiste pour l'époque, a contribué pendant des générations à maintenir vivantes les aspirations polonaises à une société indépendante et juste, et a continué à éclairer les efforts des descendants de ses auteurs. En Pologne, il est considéré comme un symbole national et comme le point culminant de tout ce qu'il y avait de bon et d'éclairé dans l'histoire et la culture polonaises.
L'anniversaire de son adoption, le 3 mai, a été célébré comme la fête civile la plus importante de la Pologne depuis que ce pays a recouvré son indépendance en 1918, aux côtés du Jour de l'Indépendance nationale et du Jour des forces armées. Son importance pour le peuple polonais a été comparée à celle du 4 juillet pour les Américains.

## Célébrations

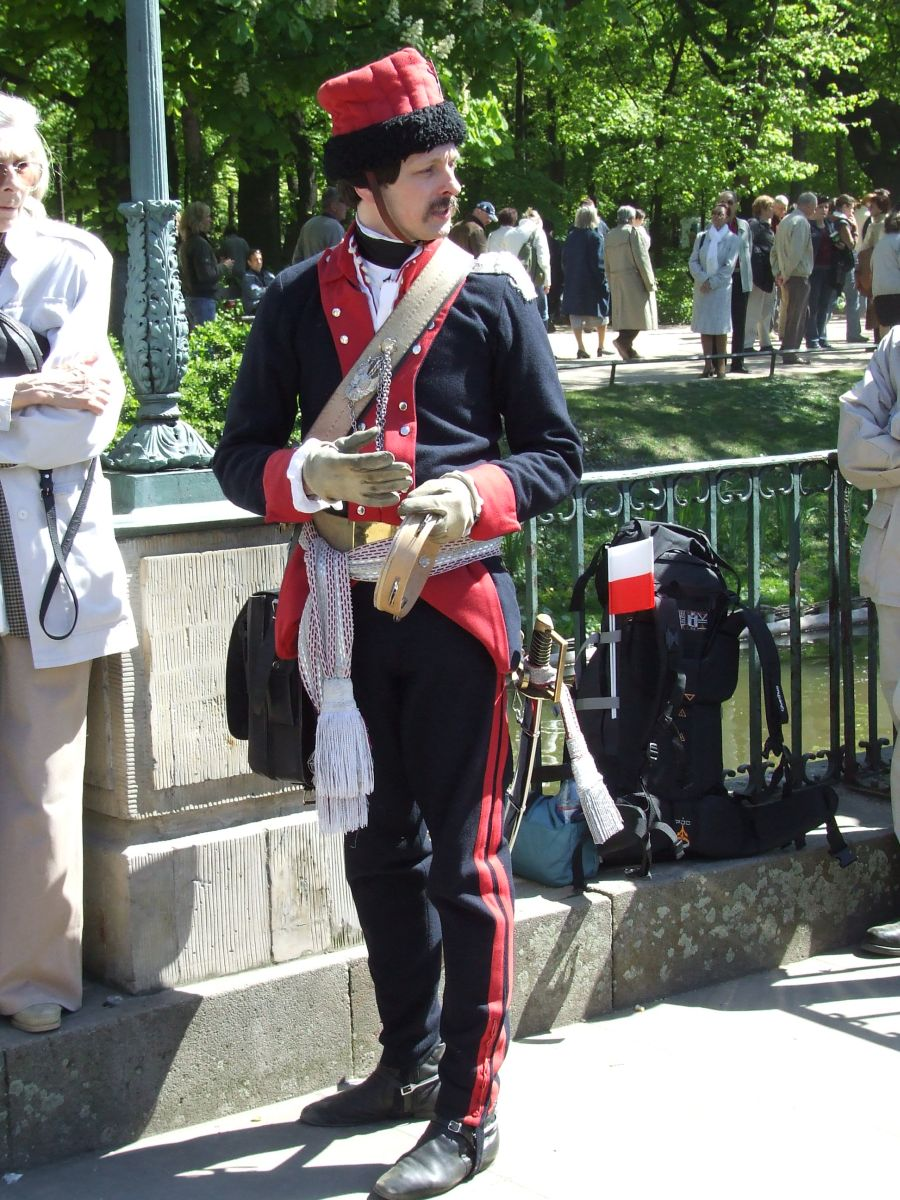
Cavalier polonais en uniforme traditionnel lors des célébrations du 3 mai 2007

Le 3 mai a été déclaré jour férié pour la première fois le 5 mai 1791 et célébré un an plus tard, le 3 mai 1792,. Interdite pendant les partages de la Pologne, cette fête fut célébrée dans le duché de Varsovie en 1807, et officieusement dans la Pologne du Congrès par divers militants indépendantistes, et plus ouvertement pendant les périodes d'insurrections, comme durant l'insurrection de Novembre,. Le 3 mai est redevenu un jour férié officiel polonais en avril 1919 sous la Deuxième République polonaise — le premier jour férié officiellement introduit dans la Deuxième République polonaise. La fête du 3 mai fut à nouveau interdite pendant la Seconde Guerre mondiale par les occupants nazis et soviétiques. Elle a été célébrée dans les villes polonaises en mai 1945, bien que de manière essentiellement spontanée. Les célébrations furent officiellement annulées peu avant le 3 mai 1946, et les manifestations anticommunistes eurent lieu plus tard dans la journée. Ceci, ainsi que la concurrence avec les célébrations de la Fête du Travail du 1er mai approuvées par les communistes, signifiait que les autorités de la République populaire de Pologne désapprouvaient la Journée de la Constitution et interdisaient sa célébration,,. En 1947, le 3 mai fut officiellement rebaptisé Journée du Parti démocrate ; puis tout simplement retiré de la liste des jours fériés nationaux en 1951. Jusqu'en 1989, le 3 mai était un jour de manifestations antigouvernementales et anticommunistes. Le 3 mai a été rétabli comme jour férié officiel polonais en avril 1990, après la chute du communisme. En 2007, le 3 mai a également été déclaré fête nationale lituanienne ; la première célébration conjointe par le Sejm polonais et le Seimas lituanien a eu lieu le 3 mai 2007.
Dans la Pologne moderne, ce jour de fête, chômé, voit de nombreux défilés, expositions, concerts et discours de personnalités publiques. Les hommes politiques polonais les plus importants participent à ces festivités. Les festivités officielles à Varsovie ou dans d'autres villes polonaises en présence du président et d'importants dignitaires comprenaient le déploiement du drapeau, des salves de canon, la lecture du préambule de la constitution et le chant d'un chant patriotique de l'insurrection de novembre, Witaj, majowa jutrzenko (« Bienvenue, Aube de mai ») ainsi que des spectacles d'exercices militaires et le défilé militaire annuel.
Cette fête est également au cœur des célébrations ethniques de la fierté polono-américaine dans la région de Chicago, où elle est connue sous le nom de Journée de la Constitution polonaise, ce depuis 1892.